# Aldo Neri
Aldo Carlos Neri (Bahía Blanca, 19 de octubre de 1930 - Buenos Aires, 21 de septiembre de 2023) fue un médico y político argentino que se desempeñó como ministro de Salud y Bienestar Social de su país durante la presidencia de Raúl Alfonsín.

## Carrera profesional y política
Se recibió de médico en 1960 en la Universidad de Buenos Aires y posteriormente se diplomó en salud pública.
Empezó a militar en la Unión Cívica Radical cuando Raúl Alfonsín fundó el Movimiento de Renovación y Cambio. Se afilió al radicalismo en los años 1970.
Fue profesor universitario de Salud Pública, y director de la Escuela de Salud Pública de la Universidad de Buenos Aires. Entre 1972 y 1976, fue presidente del Consejo de Salud de la provincia de Río Negro; durante su gestión, la Escuela estableció convenios con las provincias y dictó cursos y estudios de investigación. También participó en la elaboración del Sistema Nacional Integrado de Salud (SNIS) ideado por Domingo Liotta, secretario de Salud del tercer gobierno de Juan Domingo Perón. El sistema fue aprobado por ley, pero solo fue ejecutado en cuatro provincias, y sólo en Chaco y San Luis duró hasta el final del gobierno peronista.
En 1976, al iniciarse la última dictadura militar, renunció a la Universidad y se desempeñó como consultor de organismos internacionales como la Organización Mundial de la Salud (OMS), el Banco Mundial y la Organización de Estados Americanos (OEA), dedicando entre dos y tres meses al año a viajes al exterior.

## Ministerio de Salud y Acción Social
Nombrado por el presidente Raúl Alfonsín, asumió como ministro de Salud y Bienestar Social el 10 de diciembre de 1983. El ministerio a su cargo estaba dividido en las secretarías de Promoción Social, de Desarrollo Humano y Familia, de Vivienda y Ambiente y de Salud. La Secretaría de Vivienda era la más generosamente dotada por el Presupuesto Nacional, ya que gestionaba el Fondo Nacional de la Vivienda (FONAVI), aunque durante la gestión de Neri éste fue transferido a las provincias. Una de las reparticiones más importantes bajo su mando era el Instituto Nacional de Obras Sociales (IOS), que actualmente se llama Superintendencia de Servicios de Salud.
Neri negoció dos importantes créditos para el sostenimiento de su Seguro de Salud con el Banco Interamericano de Desarrollo (BID), uno para la construcción de hospitales y otro para el saneamiento y provisión de servicios en áreas urbanas.
Las principales líneas de su gestión fueron la alimentación, los medicamentos y las obras sociales.

### El Plan Alimentario Nacional
La principal iniciativa en materia alimentaria fue el Plan Alimentario Nacional, que se creó por una Ley nacional. Su objetivo era la erradicación total del hambre en la Argentina, especialmente entre los niños. Se proponía como un programa de desarrollo social integral y no sólo alimentario, pero en términos generales no pasó del reparto mensual de cajas de alimentos a familias de escasos recursos (las Cajas PAN), especialmente en muchas zonas donde el plan fracasó en todas las otras iniciativas anexas por falta de capacidad organizativa.
El padrón con que se construyó el PAN resultó ineficientemente realizado; la información adicional que aportaban los municipios resultó sospechada de haber sido conformada con criterios políticos partidistas. El operativo constó de dos mil personas, que se proponían llevar alimentos a cuatro millones de beneficiarios. Durante 1985 se suscitaron denuncias en torno del manejo del programa. El desarrollo de la campaña electoral aumentó las tensiones y los roces entre el PJ y la UCR. En Tucumán se denunció la repartija de cajas PAN a cambio de votos radicales antes de la elección de 1985.
El Programa se financiaba con rentas generales, más un aporte especial por impuestos a los cigarrillos. Dada la enorme cantidad de alimentos entregado, el Ministerio de Salud y Acción Social se convirtió en el principal comprador de alimentos del país, que las realizaba por medio de la Junta Nacional de Granos.
El componente adicional del Plan, consistente en la obligatoriedad de parte de las madres de familias de concurrir quincenal o mensualmente a reuniones informativas, tuvo un principio de ejecución pero terminó por fracasar. En un contexto de empobrecimiento creciente —o al menos de frustración de las expectativas de crecimiento— el gobierno fue acusado de querer paliar la pobreza repartiendo cantidades insuficientes de comida en forma de dádivas.

### El Seguro Nacional de Salud
El sistema nacional de salud se basaba en las prestaciones otorgadas por las obras sociales de los sindicatos, un creciente mercado de medicina prepaga y las prestaciones gratuitas de los hospitales públicos.
Sobre la base de sus experiencias previas en la Escuela de Salud Pública, Neri diseñó un sistema que pretendía unificar las prestaciones hospitalarias y centralizar las prestaciones médicas de las obras sociales —que en conjunto eran consideradas un sistema excesivamente fragmentado y hasta anárquico— y evitar el creciente desplazamiento hacia las empresas privadas. Se proponía crear un Seguro Nacional de Salud, del mismo tipo que se habían desarrollado en algunos países de Europa.
El Seguro Nacional de Salud sería construido sobre la base de las obras sociales sindicales, con las que se complementaría y cuyos recursos debía utilizar. En el nuevo sistema, las obras sociales se independizarían de los sindicatos y actuarían como entidades autónomas.
El proyecto de ley presentado por la presidencia a mediados de 1985 no era exactamente el que había propuesto Neri, ya que se les quitaba prácticamente toda su autonomía a las obras sociales y los sindicatos perdían cualquier forma de control sobre los mismos. Interpretando el proyecto como un ataque a los sindicatos —globalmente identificados con el peronismo— el Partido Justicialista y la CGT se opusieron frontalmente al proyecto. En última instancia, el sistema propugnado por Neri terminó por fracasar.

### El Fondo de Asistencia en Medicamentos
El tercer eje de la política del Ministerio estuvo centrado en la regulación del mercado de medicamentos. La idea era facilitar el acceso a los medicamentos por parte de las personas más desprotegidas, que no podían comprarlos y tampoco tenían cobertura médica. Además se pretendía controlar el precio de los medicamentos. Para ello se creó el Fondo de Asistencia en Medicamentos (FAM), que hacía llegar un listado de unos 200 medicamentos a los hospitales de todo el país. Las compras se hacían por medio de licitaciones públicas, un sistema que no siempre resultó eficaz. Adicionalmente, el Instituto Malbrán fabricaba algunos remedios, especialmente sueros y vacunas.
La Comisión de Comercio de Medicamentos, formada por representantes de las secretarías de Salud y de Comercio, chocó repetidamente con la resistencia de las empresas farmacéuticas. La situación económica del gobierno lo debilitó ante los representantes de la medicina privada, orientada a prestar servicios de salud a quienes lo pudiesen pagar y dejar a los sectores de menos recursos en manos del Estado.
La presión de los laboratorios y de las empresas de medicina prepaga terminaron por hacer fracasar el plan de medicamentos de Neri. La pretensión del gobierno de congelar el precio de los medicamentos resultó en una crisis de falta de provisión de los mismos en las farmacias, lo que obligó al gobierno a dar marcha atrás y, finalmente, abandonar todo el proyecto de Neri.

## Actividades posteriores
Aldo Neri dejó el Ministerio en abril de 1986 por indicación de Alfonsín. Pasó a presidir la Comisión Nacional para el Desarrollo Patagónico y el traslado de la Capital de la República a la ciudad de Viedma. Fue diputado nacional por la Unión Cívica Radical entre 1987 y 1991. En 1988 recibió de la Organización Mundial de la Salud la medalla "Salud para todos".
En 1990 el Congreso sancionó una norma que prohibía la publicidad y la venta de cigarrillos a menores y restringía los lugares en los que se podía fumar. Era una iniciativa de Neri, que fue vetada finalmente por el presidente Carlos Menem, aduciendo que se perjudicaban las economías de las provincias tabacaleras.
Fue Secretario de Salud de la Ciudad Autónoma de Buenos Aires durante la gestión de Aníbal Ibarra.
Fue nuevamente diputado nacional por la UCR entre 2001 y 2005. Posteriormente fue vicepresidente de la Asociación Argentina de Políticas Sociales (AAPS) y de la Fundación Argentina para la Libertad de Información (FUALI). Fue profesor honorario de Salud Pública en la Universidad de Buenos Aires.
Posteriormente a su paso por la función pública, Neri se ha mostrado como un fuerte opositor a los gobiernos de Néstor y Cristina Kirchner, a quienes ha acusado de no solucionar los problemas de pobreza para beneficiarse con el clientelismo.
A raíz de la inundación de la localidad de Epecuén (provincia de Buenos Aires) en 1985, con posterioridad varios funcionarios radicales, serían imputados por desvío de fondos públicos que estaban destinados a las obras públicas contra las inundaciones, entre ellos el ministro Neri, quien fue acusado por vecinos damnificados de desviar la ayuda alimentaria a punteros radicales, siguiendo criterios políticos partidistas a cambio de votos.

## Obra escrita
Ha publicado numerosos trabajos sobre temas sanitarios, sociales, políticos y de seguridad social, en capítulos de libros, folletos y artículos:
- Salud y Política Social (1982), editorial Hachette.
- Sur, penuria y después (1995, sobre la crisis de la política social en América Latina), editorial Emecé.
- Claves de Política Social (2004), editorial Miño y Dávila.